# Вестерланд (Германия)
Ве́стерланд (нем. Westerland, с.-фриз. Weesterlön', дат. Vesterland) — город-курорт в Германии, в земле Шлезвиг-Гольштейн. До 2008 года являлся городом районного подчинения и был административным центром острова Зильт. 1 января 2009 года вместе с коммунами Рантум и Зильт-Ост был объединён в новую коммуну Зильт. Рядом с городом находится деревня Архсум.
Входит в состав района Северная Фризия. Население составляет 9032 человека (на 31 декабря 2007 года). Занимает площадь 10,45 км².
Официальным языком в населённом пункте, помимо немецкого, является севернофризский.
Вестерланд долгое время считался «домом для бездомных» из-за большого числа кладбищ с могилами безымянных моряков. Этому посвящён валун, на котором выгравированы стихи Рудольфа Кёгеля.
В городе находится памятник культуры, водонапорная башня, построенная в 1927 году.